# Morro Peak
Morro Peak är en bergstopp i Kanada.   Den ligger i provinsen Alberta, i den centrala delen av landet, 3 100 km väster om huvudstaden Ottawa. Toppen på Morro Peak är 1 676 meter över havet, eller 170 meter över den omgivande terrängen. Bredden vid basen är 1,1 km.
Terrängen runt Morro Peak är bergig.Runt Morro Peak är det mycket glesbefolkat, med 5 invånare per kvadratkilometer.. Närmaste större samhälle är Jasper Park Lodge, 16,4 km söder om Morro Peak.
I omgivningarna runt Morro Peak växer i huvudsak barrskog.